# Synagogenbezirk Lippstadt
Der Synagogenbezirk Lippstadt mit Sitz in Lippstadt, einer Stadt im Kreis Soest im Nordrhein-Westfalen, war ein Synagogenbezirk, der nach dem Preußischen Judengesetz von 1847 geschaffen wurde.
Dem 1853 gegründeten Synagogenbezirk gehörten neben der jüdischen Gemeinde Lippstadt auch alle Juden folgender Orte an: Benninghausen, Dedinghausen, Esbeck, Hellinghausen, Herringhausen, Kirchspiel Horn, Hörste, Mettinghausen und Rixbeck.